# Гай Фадий Руф
Гай Фадий Руф (на латински: Gaius Fadius Rufus) е политик и сенатор на Римската империя през 2 век.
През 145 г. той е суфектконсул заедно с Публий Викрий.